# Jan Beijering
Jan Beijering (Buinen, 1922 - Blijham, 14 februari 2012) was een Nederlandse horecaondernemer in het Groningse Vlagtwedde.

## Leven en werk
Beijering werd in het begin van de twintiger jaren van de 20e eeuw geboren in het Drentse Buinen als zoon van een landbouwer. Tijdens de Tweede Wereldoorlog diende Beijering van 1942 tot 1945 bij de Waffen-SS, waarvoor hij na de oorlog werd geïnterneerd in kamp Westerbork. Na die tijd heeft hij zijn spijt betuigd over zijn foute verleden. In een documentaire van RTV-Drenthe Interneringskamp Westerbork wordt onder meer zijn relaas over die tijd verfilmd.
Beijering trouwde in 1950 met Dirkje Drenth, een landbouwersdochter uit Nieuw-Weerdinge. Hij nam het boerenbedrijf van zijn schoonouders over. In 1957 kochten Beijering en zijn vrouw Hotel-Café-Restaurant Schober in Vlagtwedde. Zij vestigden er de uitgaansgelegenheid annex dancing Hotel Beijering en wisten diverse Nederlandse en Duitse artiesten aan te trekken, onder wie Willy Alberti, Ciska Peters, Vader Abraham, Anneke Grönloh, Gert & Hermien (meer dan vijftig keer), Geschwister Jacob, Imca Marina, Drafi Deutscher, Roy Black en Vico Torriani.
Ondanks zijn aanvankelijke bezwaren tegen beatmuziek haalde hij later ook de The Fortunes, The Kinks, The Scorpions, The Cats, The Sweet, Middle of the Road en Shocking Blue naar zijn dancing, waarmee hij grote regionale en zelfs landelijke bekendheid verwierf. In 1974 verkocht hij het bedrijf. In 1979 ging het voormalige Hotel Beijering, omgedoopt tot De Marke, grotendeels door brand verloren. Beijering schreef na zijn horecacarrière een aantal nummers die uitgebracht zijn op cd. Zijn bekendste werk is Konijnenbokje. Beijering is zijn verdere leven in Vlagtwedde blijven wonen.
Hij overleed op 14 februari 2012 op 90-jarige leeftijd in het zorgcentrum Blanckenbörg in Blijham.
.